# Organisation commune du marché de la banane
L'Organisation commune du marché de la banane est mise en place en 1er juillet 1993 par l'Union européenne, elle permet d'harmoniser et de réguler l'approvisionnement du marché intérieur de l'UE en bananes de qualité à des prix équitables pour les producteurs et les consommateurs, tout en assurant un équilibre entre les différentes sources d'approvisionnement des pays de l'ACP et des régions ultrapériphériques.
Lors du conflit de la banane qui oppose l'UE aux États-Unis de 1993 à 2009-2011, c'est l'une des sources de tension entre les différents acteurs,.